# Jonas Zörner

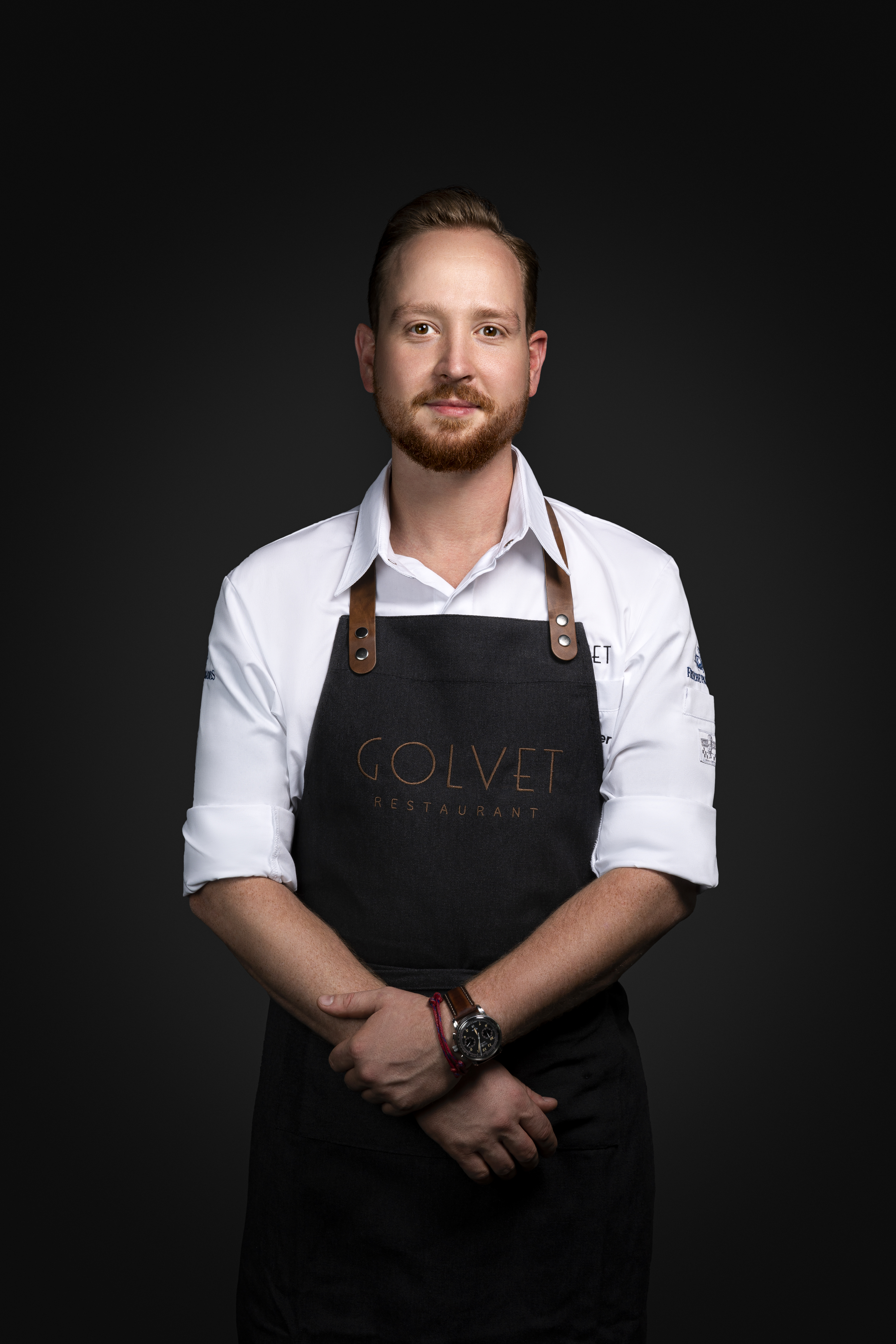
Jonas Zörner (2022)

Jonas Zörner (* 11. April 1993 in Berlin) ist ein deutscher Koch.

## Leben
Vor seiner Ausbildung ab 2013 im Restaurant Facil bei Michael Kempf (zwei Michelinsterne) absolvierte Zörner mehrere Praktika in der Spitzen-Gastronomie. Stationen waren das Vau von Kolja Kleeberg, das Restaurant Nils Henkel vom Schlosshotel Lehrbach, The Restaurant im The Dolder Grand in Zürich und der Statholdergaarden von Bent Stiansen in Oslo.
Nach Abschluss der Ausbildung startete Zörner als Chef de Partie im Restaurant in Zürich. Nach seiner Rückkehr nach Berlin sammelte er für weitere zwei Jahre Berufserfahrung im Facil. 2018 wechselte er in zum Restaurant Golvet in Berlin (ein Michelinstern). Nach neun Monaten wurde er dort Junior-Sous-Chef und weitere drei Monate später Sous-Chef. 
2020 löste er Björn Swanson im Golvet als Küchenchef ab. Im November 2021 wurde er Executive Chef des Golvet. Das Restaurant wurde unter seiner Leitung weiter mit einem Michelinstern ausgezeichnet.
Seit Februar 2025 ist er Küchenchef im Lorenz Adlon Esszimmer. Das Restaurant wurde 2015 mit einem Michelinstern ausgezeichnet.

## Auszeichnungen
- 2021: Ein Michelinstern für das Restaurant Golvet in Berlin[9]

- 2022: Berliner Meisterkoch von Berlin Partner[10]